# Kofferaufbau

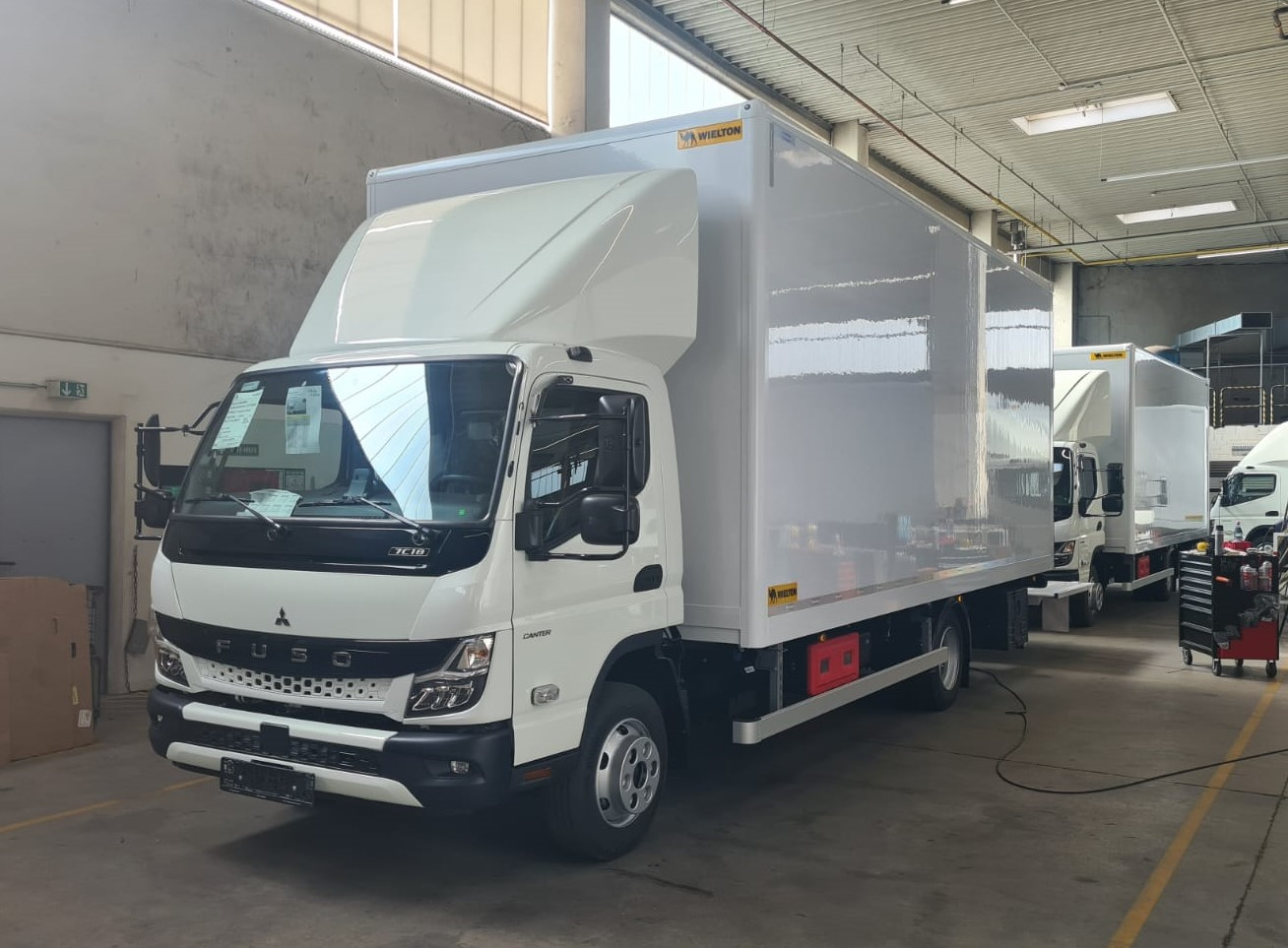
Lastkraftwagen mit Kofferaufbau

Ein Kofferaufbau ist ein Fahrzeugaufbau mit festen Wänden in der Form eines geschlossenen Kastens. Der Aufbau ist hierbei in der Regel fest mit dem Chassis des Fahrzeuges verbunden. Es gibt auch wechselbare Kofferaufbauten, jedoch spricht man hierbei dann von einem Wechselkoffer oder auch Container.
Ein Kofferaufbau besteht meistens aus einem Leiterrahmen aus Stahl und stabilen Seitenwänden aus Holz oder Aluminium, in einigen Fällen auch aus Kunststoff. Je nach Einsatzart gibt es unterschiedliche Arten von Kofferaufbauten, vom einfachen Sperrholzkoffer über Varianten aus Aluminium- oder Sandwich-Leichtbauweise bis zu isolierten Thermokoffern. Bei Lkw ist der Aufbau vom Führerhaus räumlich getrennt. Bei kleineren Transportern mit Kofferaufbau gibt es jedoch auch Varianten mit Durchgang zum Führerhaus, beispielsweise bei Zustellfahrzeugen des Paketdienstes.

## Sonderformen
Kühlkofferaufbauten (auch Iso- oder Thermokoffer genannt) sind zusätzlich isoliert. Dazu werden die Seitenwände, der Boden und die Decke in Sandwichbauweise aus Polyurethanschaum und glasfaserverstärktem Kunststoff, meistens mit einer Verstärkung aus Holz, gegossen. Da die Isolierung der Kühlaufbauten eine größere Wandstärke erfordert als bei einem konventionellen Koffer, dürfen klimatisierte Fahrzeuge die nach § 32 StVZO festgelegte Maximalbreite von 2,55 m überschreiten. Für sie gilt eine Maximalbreite von 2,60 m, wenn sie für die Beförderung von Gütern in temperaturgeführtem Zustand ausgestattet und ihre Seitenwände einschließlich Dämmung mindestens 45 mm dick sind.

## Vor- und Nachteile
Zu den Vorteilen eines Kofferausbaus zählen:
- Möglichkeit eines temperaturgeführten Transportes bei Isokoffern
- bei gewissen Gütern aufgrund der festen Seitenwände formschlüssige Ladungssicherung möglich
- besserer Schutz der Ladung vor Wettereinflüssen und Diebstahl als bei Pritschenwagen mit Plane
- fester Aufbau ermöglicht den Einbau von Spezialausrüstungen wie etwa Regalsystemen in Paketzustellfahrzeugen, Hängevorrichtungen für Kleidertransporte usw.
- quaderförmiger Innenraum erleichtert individuellen Ausbau, gegenüber Kastenwagen mit geneigten oder gewölbten Wänden

Es gibt aber auch Nachteile:
- verringerte Nutzlast des Fahrzeuges im Vergleich zum Aufbau mit einfacher Pritsche und Planenverdeck durch das Eigengewicht des Koffers,
- ungeeignet für bestimmte Güterarten wie z. B. Langstahl, der mit Kran verladen wird,
- meistens auch keine seitliche Be- und Entladung möglich (Ausnahme: Faltwandkoffer mit seitlichen Türen)

## Bilder

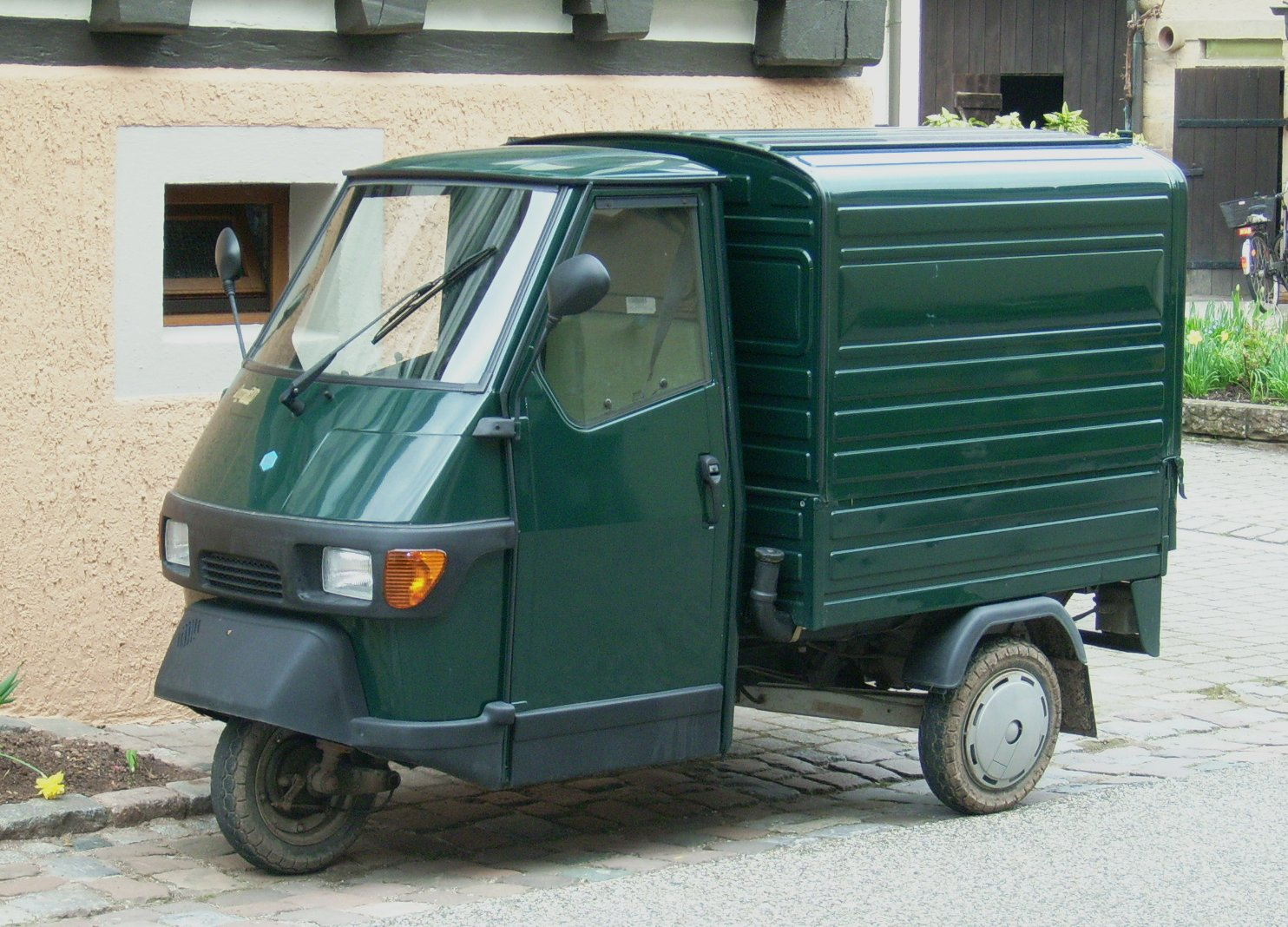
Dreirädrige Piaggio Ape
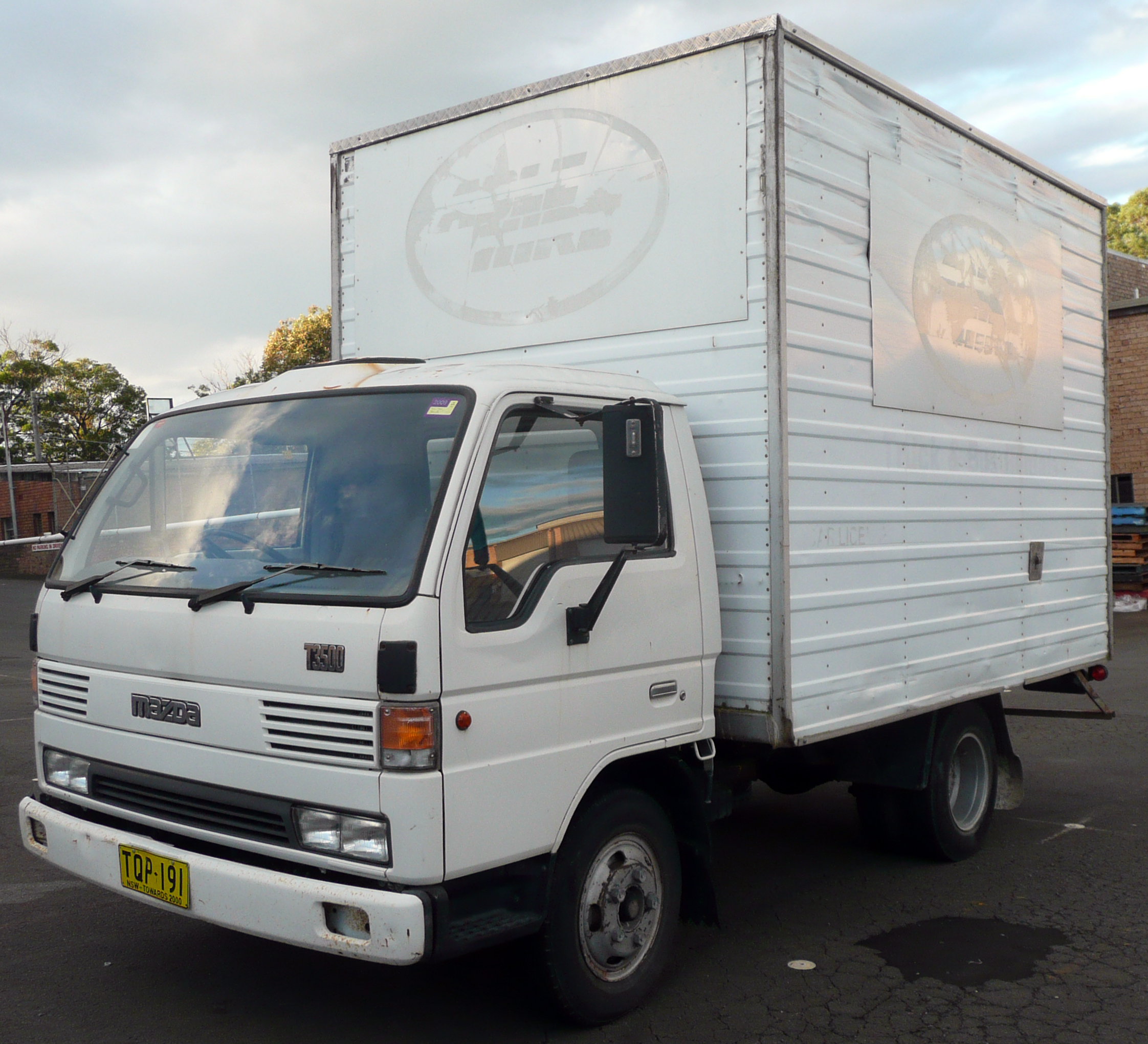
Mazda Titan
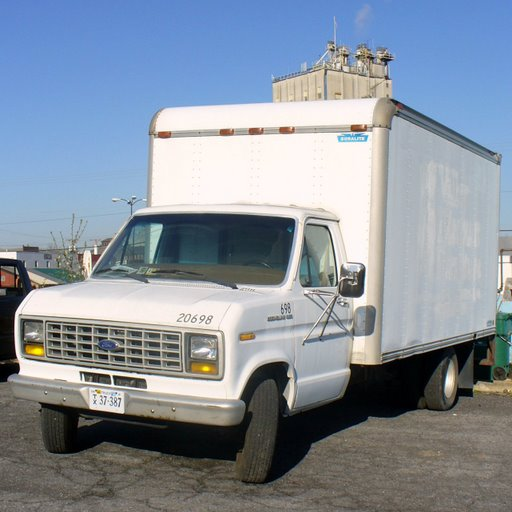
Ford E-Serie
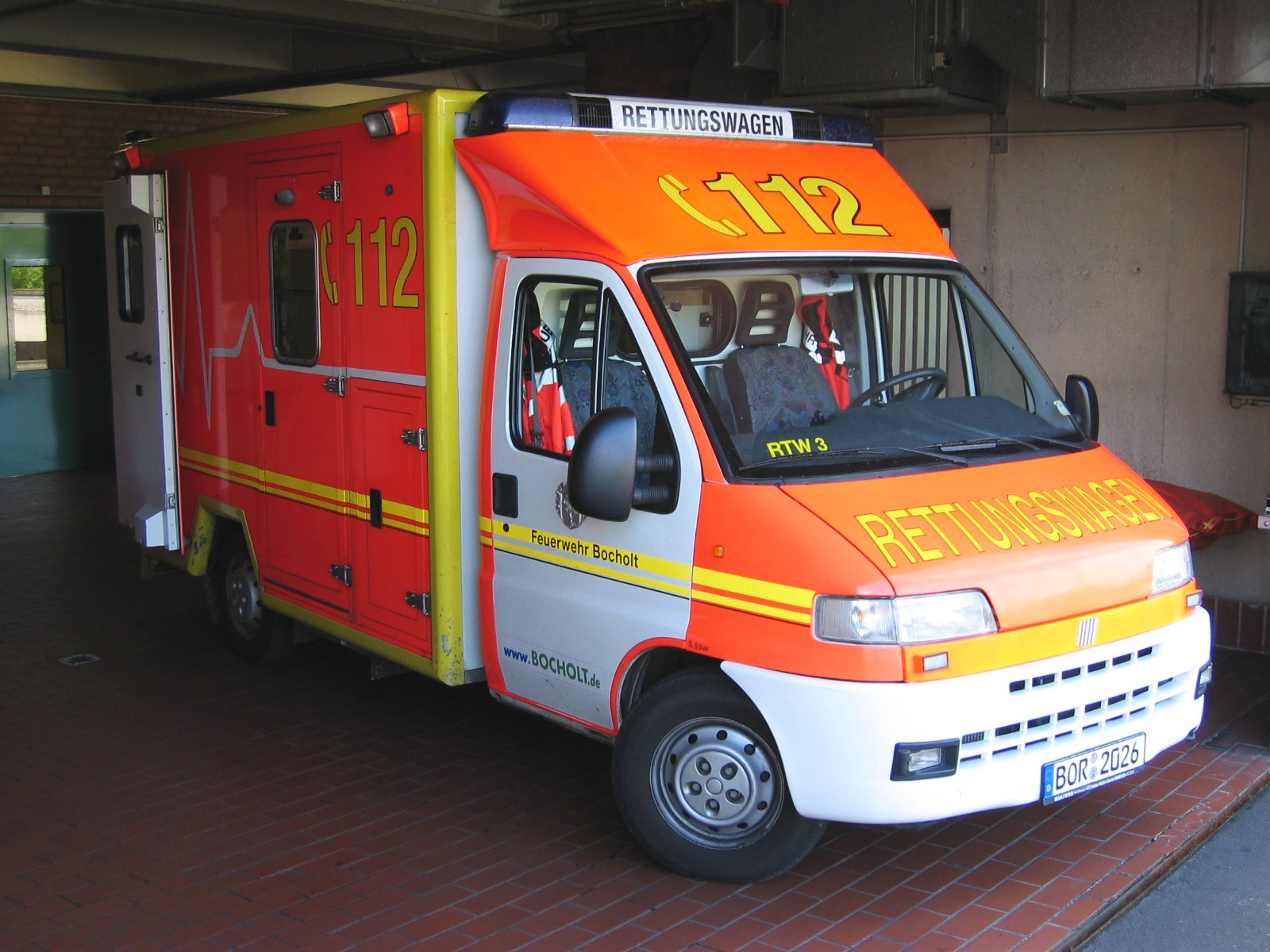
Fiat Ducato mit Rettungswagen-Kofferaufbau
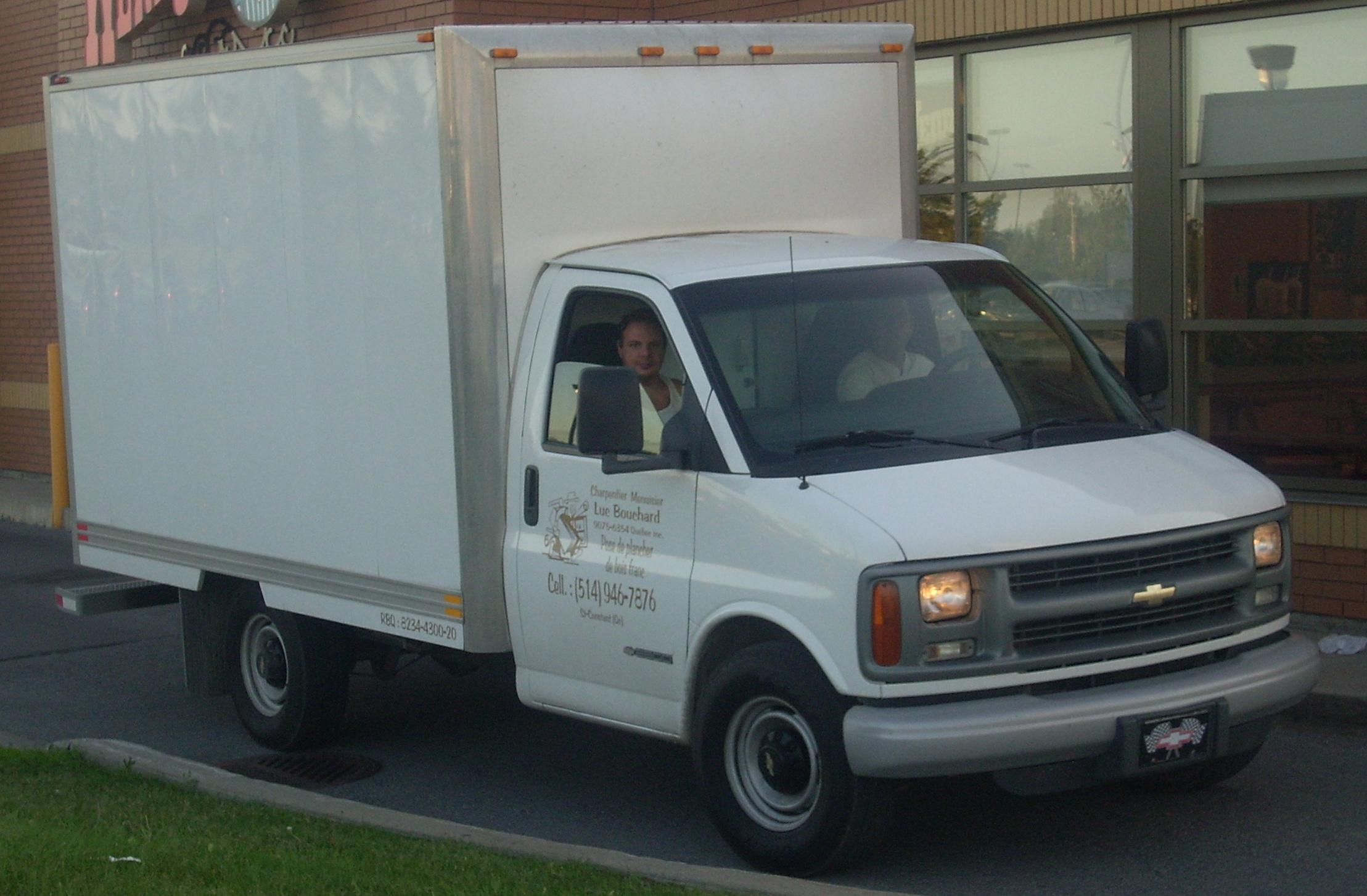
Chevrolet Express mit Lieferwagen-Kofferaufbau
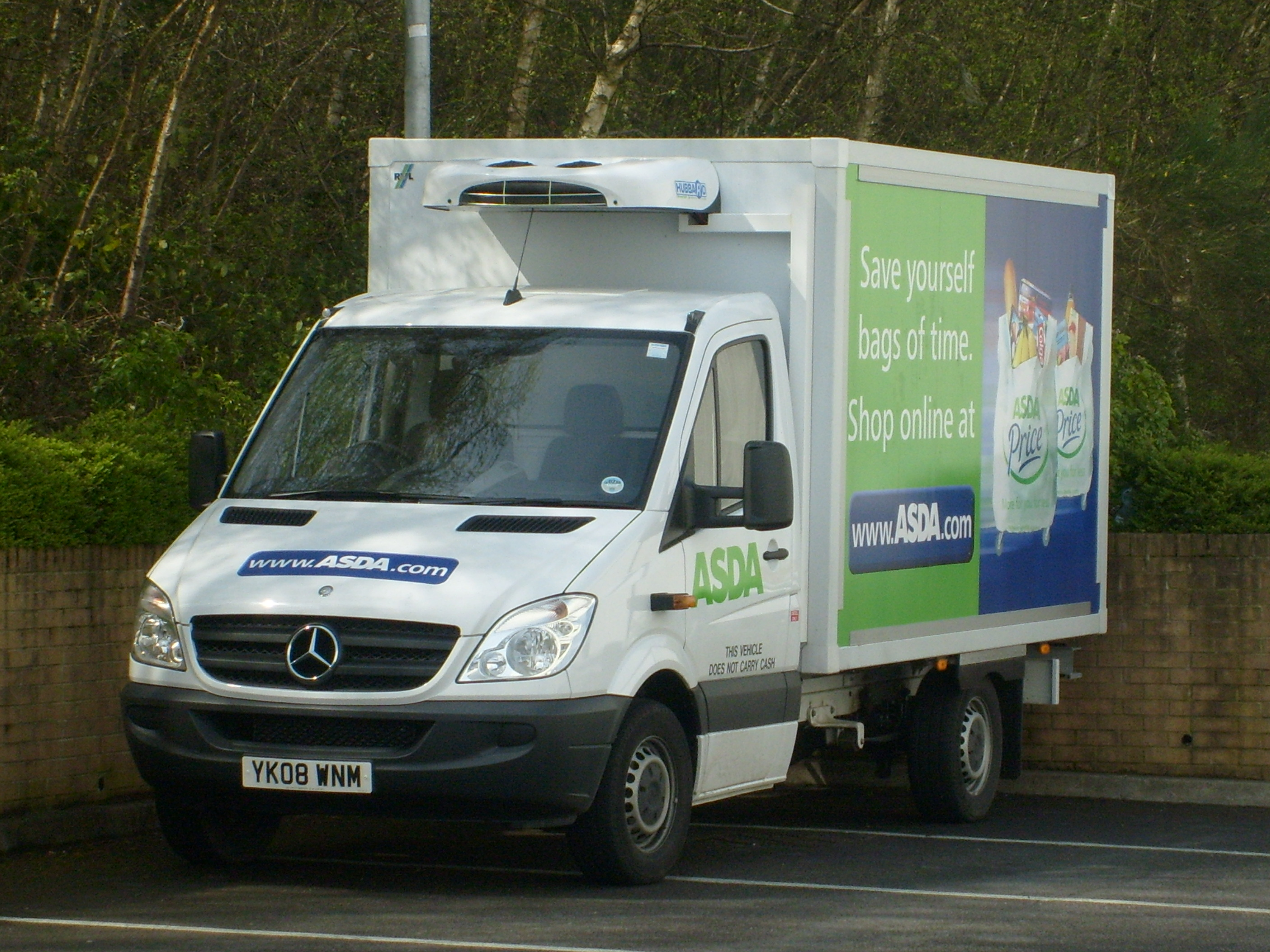
Mercedes-Benz Sprinter
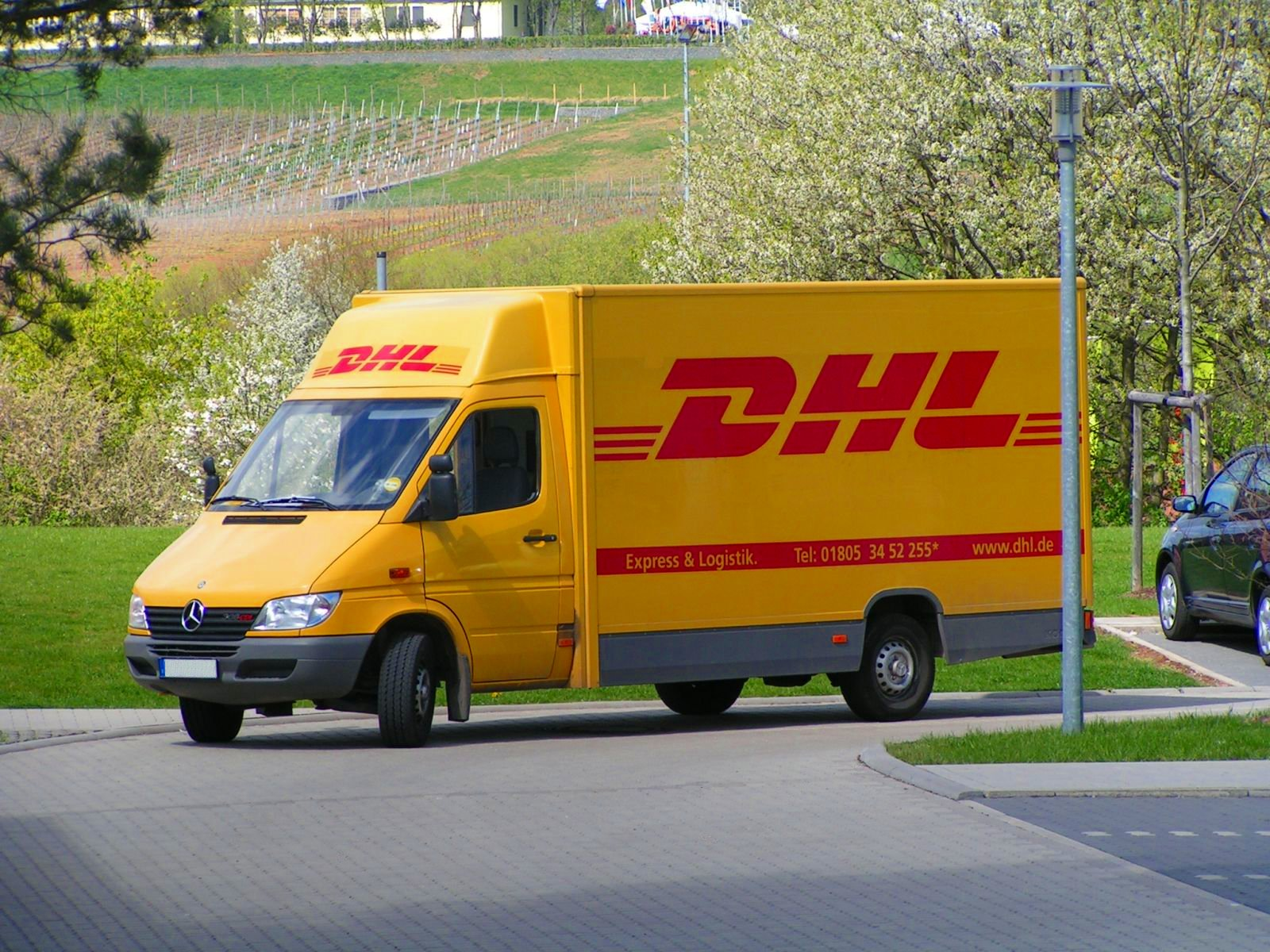
Mercedes-Benz Sprinter
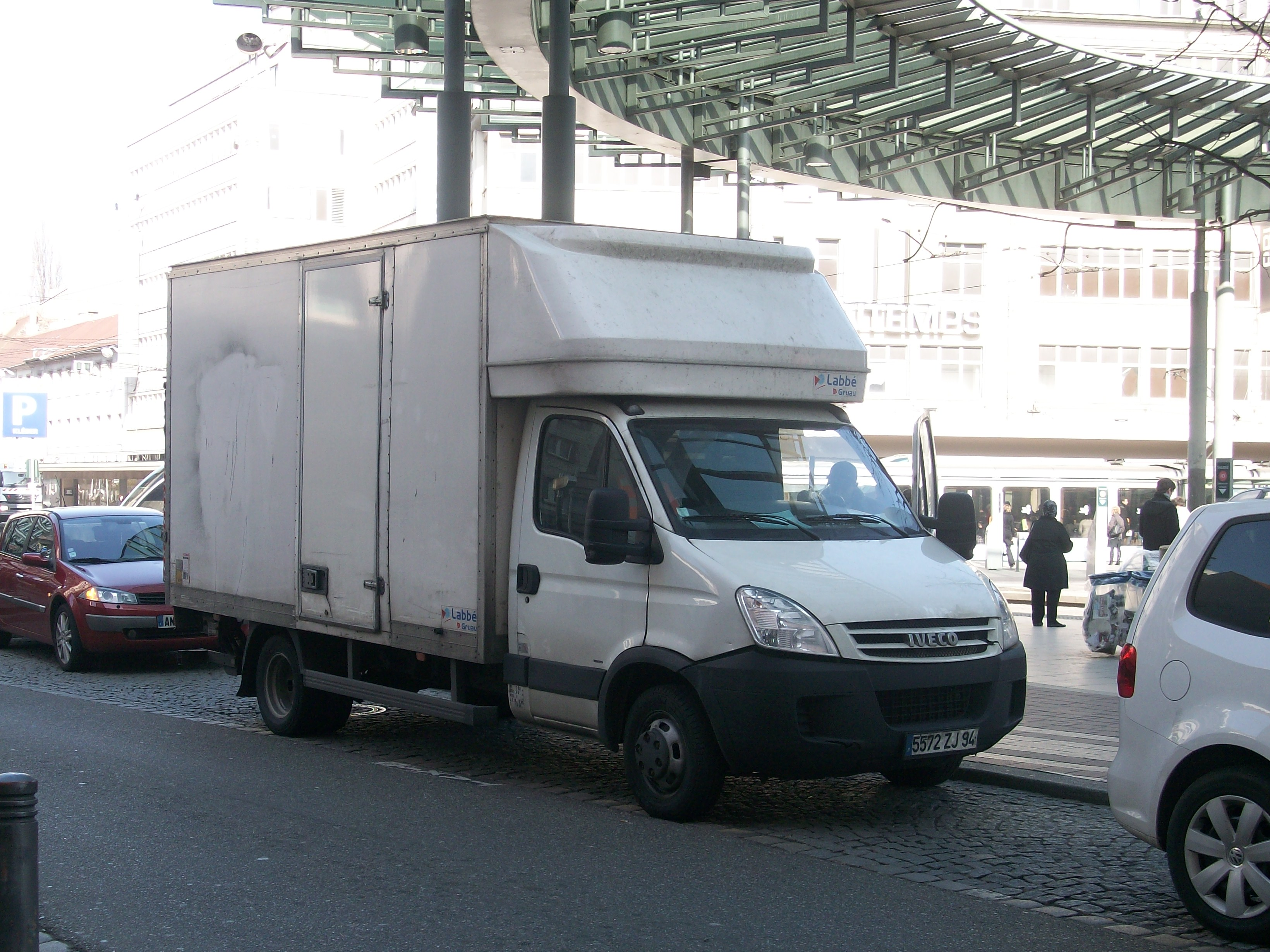
Iveco Daily
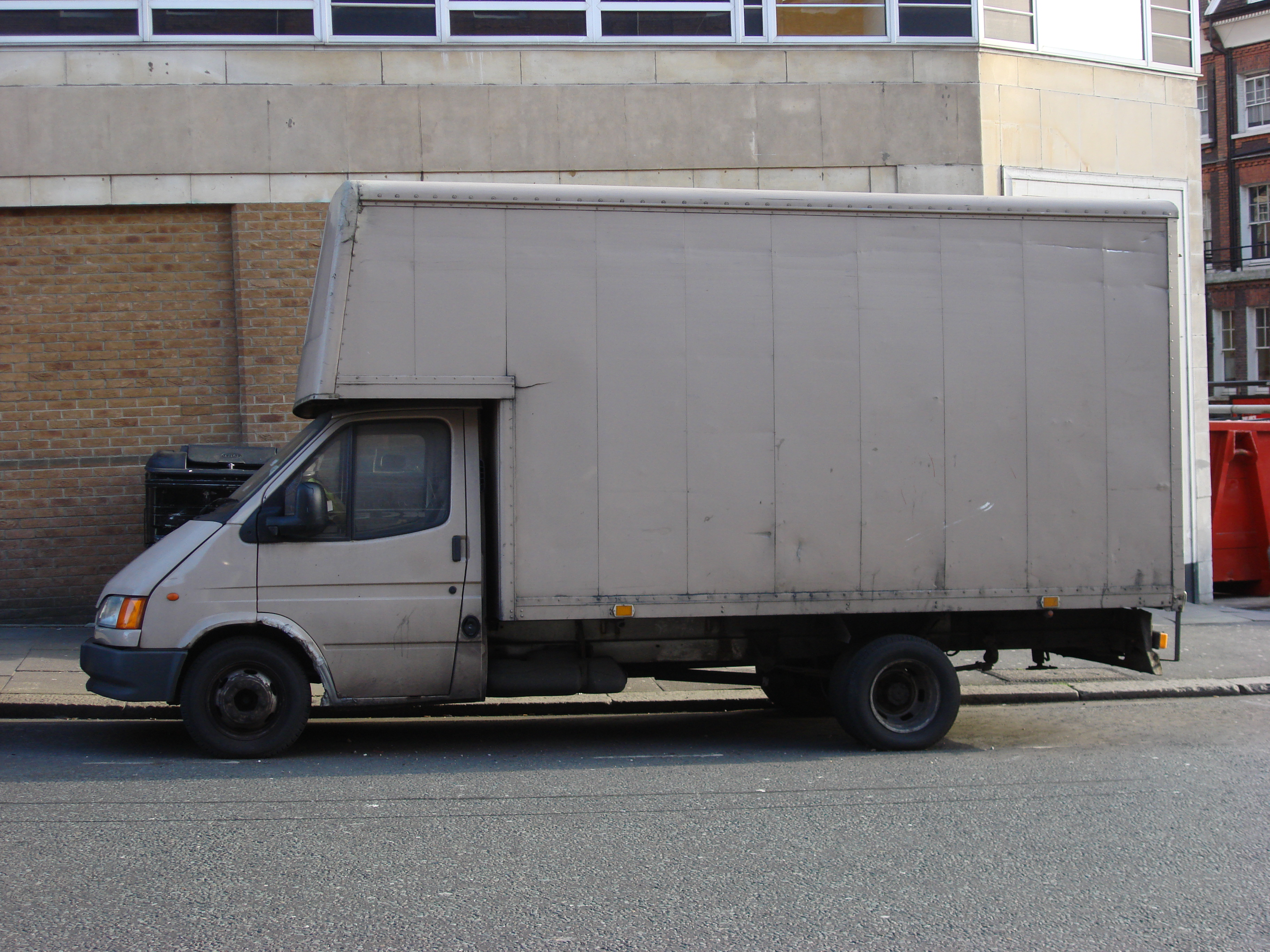
Ford Transit
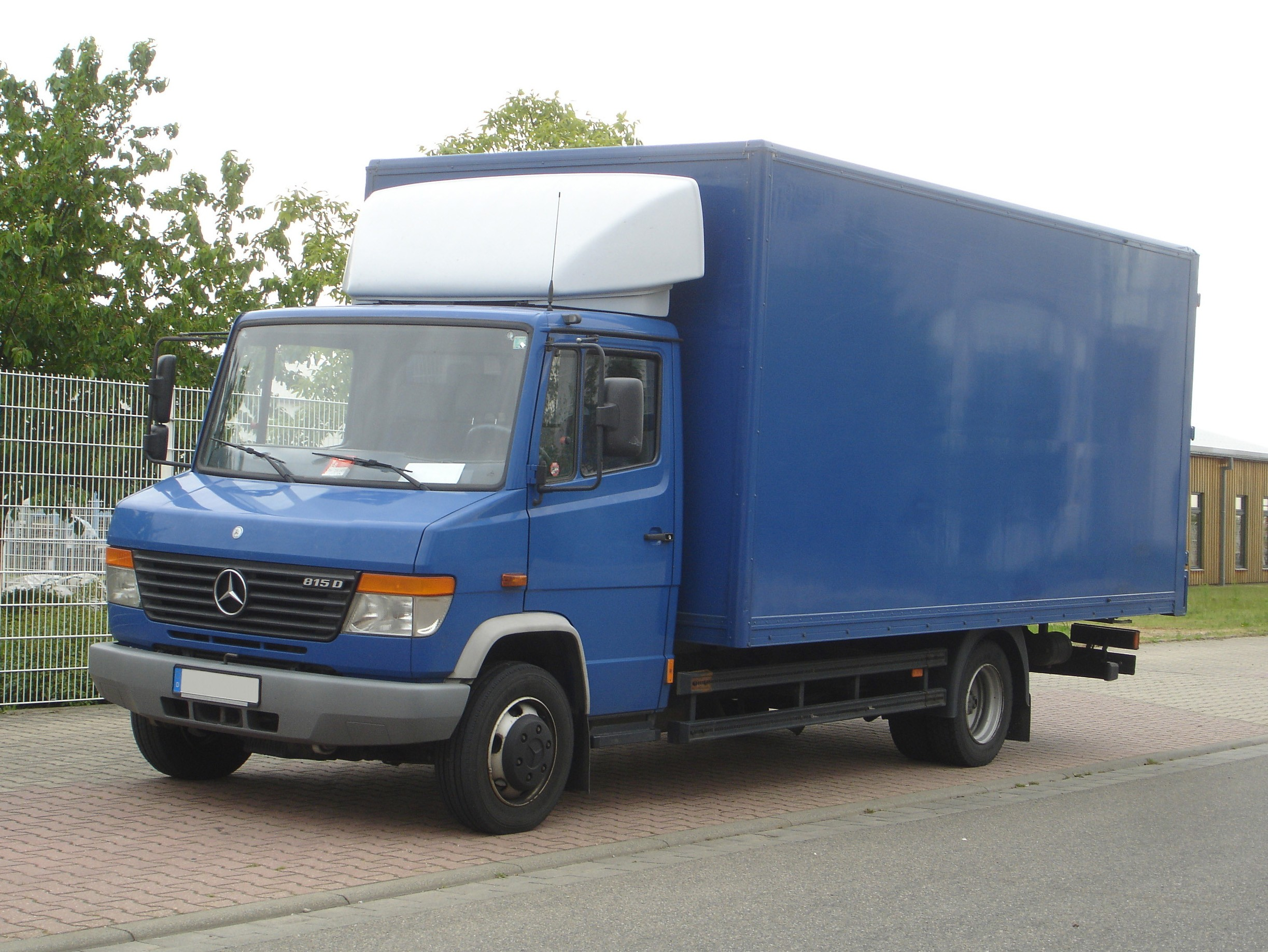
Mercedes-Benz Vario
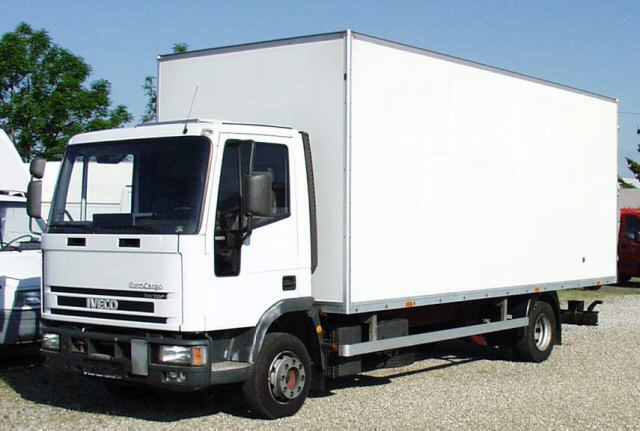
Iveco EuroCargo
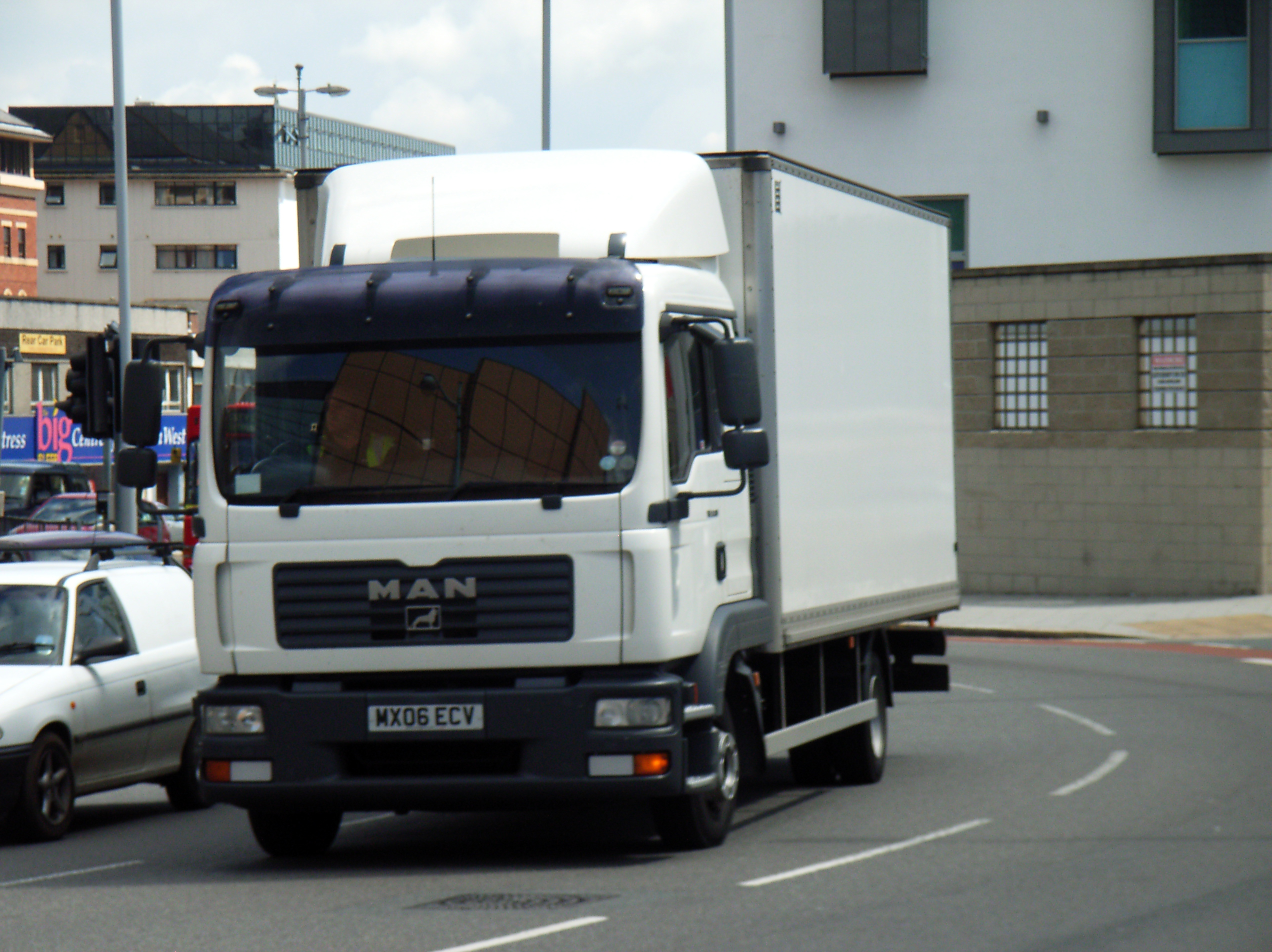
MAN TGL
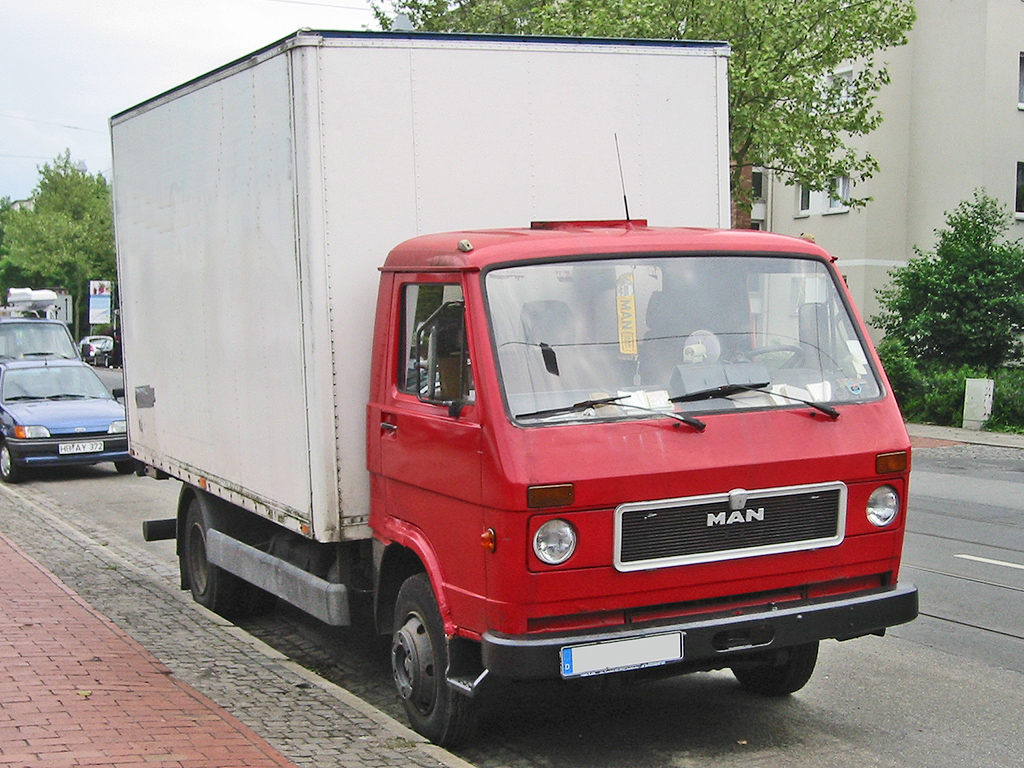
MAN-VW 6–10 Tonner
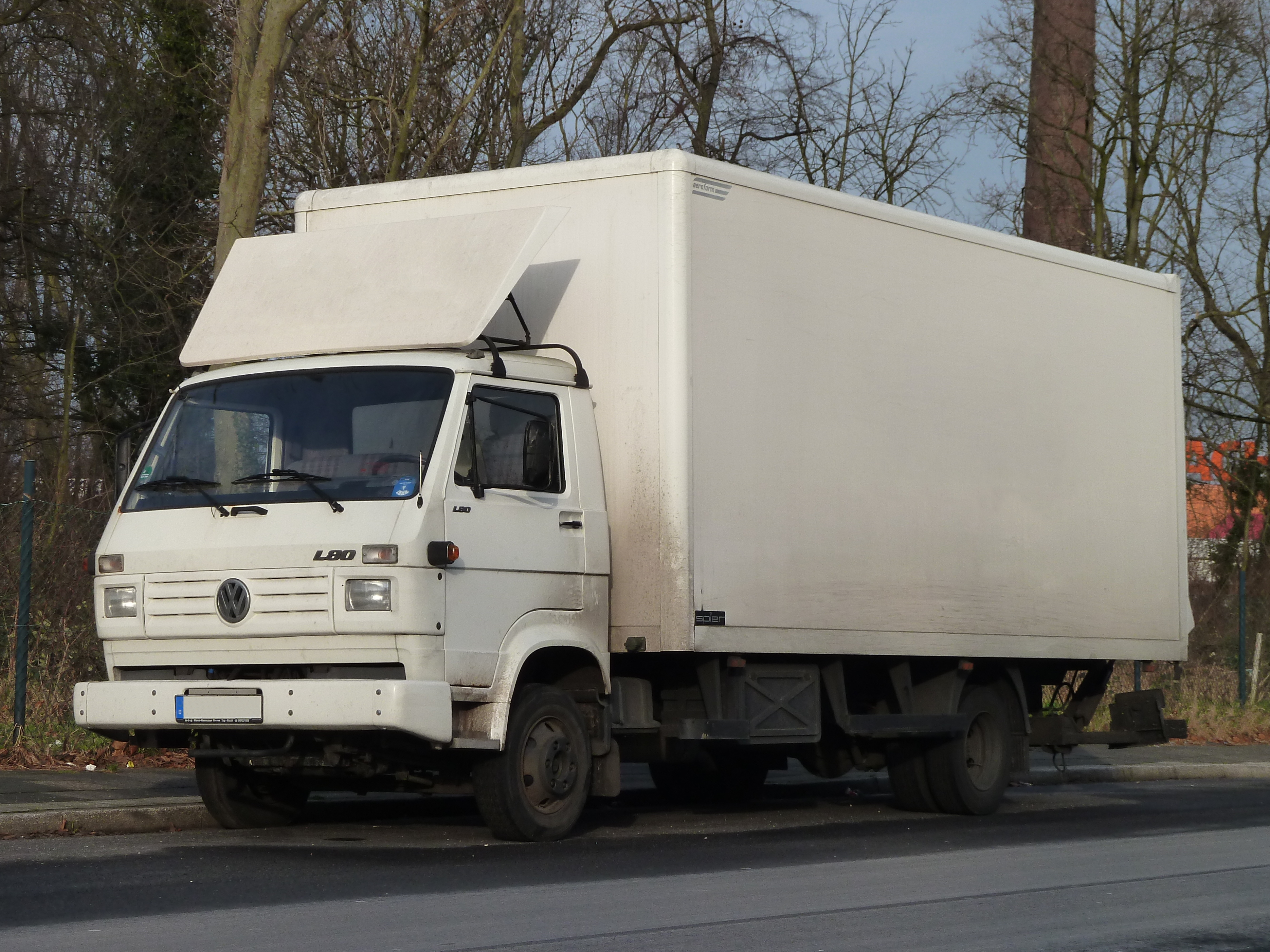
VW L80